# Hans von Carlowitz
Jean de Carlowitz (Hans von Carlowitz), né en 1527 et mort le 24 avril 1578, est un fonctionnaire allemand. 
En 1575, il est nommé gouverneur du district de Schwarzenburg et Crottendorf. Il occupe ce poste jusqu'à sa mort en 1578. Il est enterré dans l'église Sainte-Marie de Dohna. Il est l'instigateur du soi-disant Saukrieg ou Guerre des Porcs, la dernière querelle médiévale en Saxe. Il est le fils de Jean Carlowitz l'Aîné, seigneur de Beimendorf et Lindig.